# Tirsted Sogn
Tirsted Sogn er et sogn i Maribo Domprovsti (Lolland-Falsters Stift).
I 1800-tallet var Skørringe Sogn og Vejleby Sogn annekser til Tirsted Sogn. Alle 3 sogne hørte til Fuglse Herred i Maribo Amt. Tirsted-Skørringe-Vejleby sognekommune blev ved kommunalreformen i 1970 indlemmet i Rødby Kommune, der ved strukturreformen i 2007 indgik i Lolland Kommune.
I Tirsted Sogn ligger Tirsted Kirke (no).
I sognet findes følgende autoriserede stednavne:
- Brandstrup (bebyggelse, ejerlav)
- Gerringe (bebyggelse, ejerlav)
- Gumpehave (bebyggelse)
- Lang (areal, bebyggelse, ejerlav)
- Næs (bebyggelse)
- Rødbyfjord (bebyggelse)
- Tirsted Holle (bebyggelse)
- Vejleby Holle (bebyggelse)
- Vester Tirsted (bebyggelse, ejerlav)
- Viet (bebyggelse, ejerlav)
- Øster Tirsted (bebyggelse, ejerlav)